# Roca Plana dels Llamps
La Roca Plana dels Llamps és un cim de 1.163 m de la part central de la muntanya de Montserrat. S'integra al Grup dels Ecos i està limitat, pel sud, pel coll del Montgròs, que el separa del cim del mateix nom, i pel nord, per un collet que el separa del Patufet, conjunt rocós que enfila cap a la Miranda dels Ecos i els Ecos. La roca, de forma trapezoïdal amb arestes a sud i nord i cares que miren a est i a oest, té una gran esveltesa per tots costats. És especialment impressionant la paret est per la gran quantitat de balmes que presenta. Tots els accessos al cim requereixen escalada.
Anys enrere era coneguda també com a Gran Fatxa i com Cap de Montgròs. Amb tot, el nom Roca Plana dels Llamps que avui preval sembla que és també el més antic.

## Història

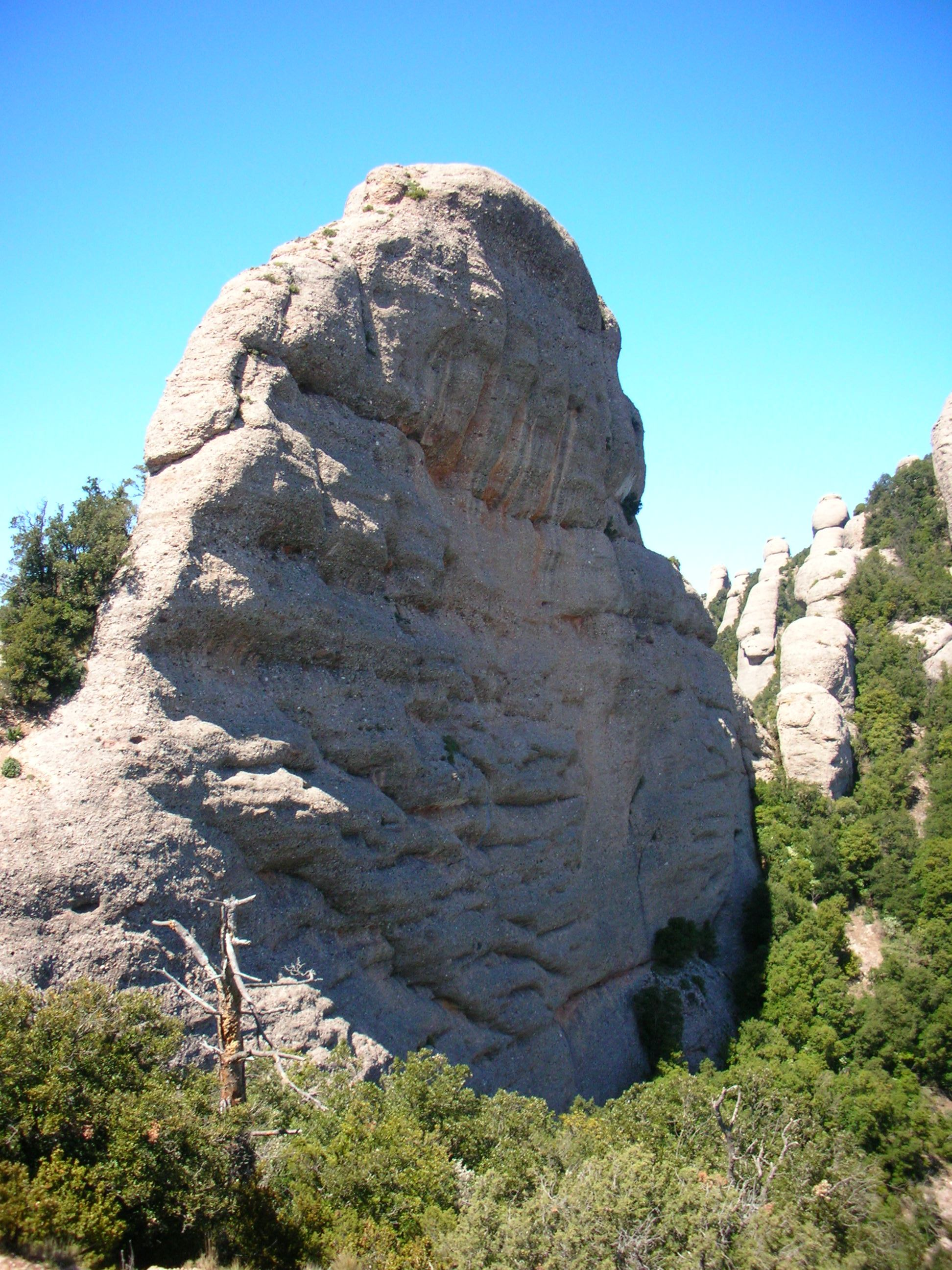
La Roca Plana dels Llamps des del cim del Montgròs, mostrant la cara est i l'aresta sud, per on puja la via normal

L'escalada a la Roca Plana dels Llamps, duta a terme per Jofre Vila i Josep Puntas el 1924, és de les més antigues que es fan a Montserrat. Aquests escaladors van optar per l'aresta sud, d'uns 40 m de longitud, que requereix la superació de dos petits desploms. Aquesta n'és avui la via normal.
No obstant aquesta primera escalada precoç, donat el caire desplomat i d'aspecte inaccessible de la resta de les parets i arestes d'aquesta roca, passarien més de cinquanta anys abans que algú intentés escalar-la per via diferent. No va ser fins a l'any 1977 que Antonio Garcia Picazo, Manolo Martínez i Nacho Ruiz varen obrir-hi la via Trinidad.
A partir d'aquell moment s'hi han obert quatre vies més: una als anys vuitanta i tres als noranta, totes elles exigents i d'alta dificultat. En total la Roca Plana dels Llamps està recorreguda per sis vies, una via per l'aresta sud, la normal, una altra per l'aresta nord i les quatre restants pugen per la desplomada paret est.

## Aproximació
L'aproximació és compartida amb l'accés a la mola del Montgròs, i pot dur-se a terme tant per la canal del Migdia (font de la Cadireta) si es ve de l'est, com pel camí que ve tant des de Frares com des d'Agulles, si es ve de l'oest.

## Vies d'escalada

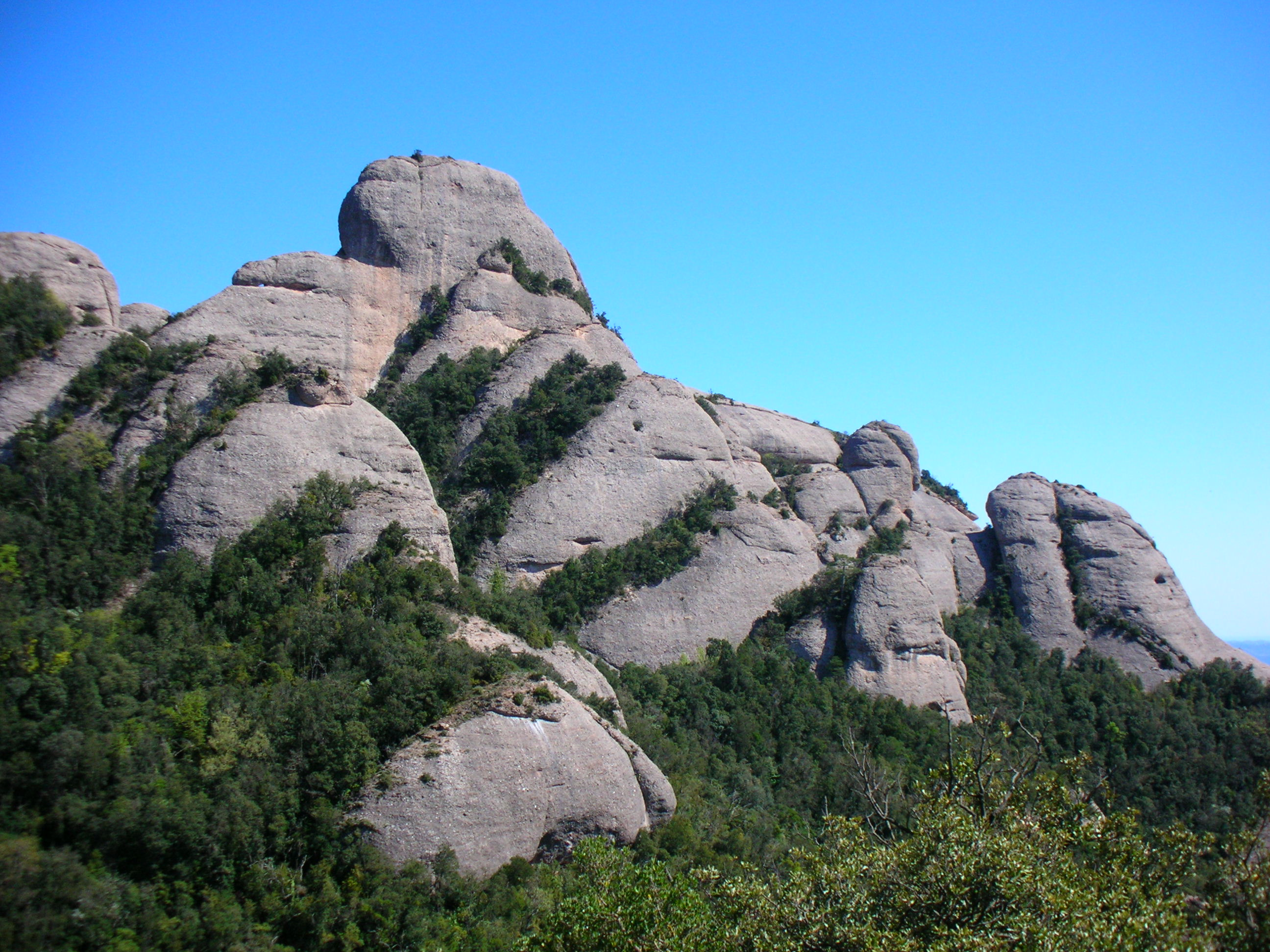
Roca Plana dels Llamps, cara oest

| Via                 | Primera ascensió                                                                     | Longitud | Dificultat  | Ressenya                                             |
| ------------------- | ------------------------------------------------------------------------------------ | -------- | ----------- | ---------------------------------------------------- |
| Normal              | Jofre Vila i Josep Puntas, el 1924                                                   | 40 m.    | IV          | - Escalatroncs Arxivat 2011-11-16 a Wayback Machine. |
| Sense Nom           | Josep Maria Alsina i Jordi Verdaguer, el 24 de juliol de 1987.                       |          | 6b exposada | - kpujo.com                                          |
| Trinidad            | Antonio Garcia Picazo, Manolo Martínez i Nacho Ruiz, el 25 de desembre de 1977.      | 150 m.   | MD/A3       | - kpujo.com                                          |
| Del Silenci         | I. Cahrles i M. Blanco fins a la R3. Acabada i arreglada per dalt l'octubre de 1997. | 135 m.   | 6b/e        | - kpujo.com                                          |
| A recer del Mestral | Joan Rovira i Amadeu Pagès, el 12 de gener de 1993.                                  | 110 m.   | ED          | - kpujo.com                                          |
| Yayüs               | Joan Rovira i Amadeu Pagès, el 20 de gener de 1993.                                  | 30 m.    | ED-         | - kpujo.com                                          |